# Борисевич, Екатерина Анатольевна
Екатерина Анатольевна Борисевич (бел. Кацярына Анатольеўна Барысевіч, Старые Дороги, Минская область, Белорусская ССР, СССР) — белорусская журналистка. Борисевич была арестована в ноябре 2020 года в Минске за свой репортаж об обстоятельствах смерти белорусского гражданина Романа Бондаренко, после чего «Amnesty International» признала Катерину Борисевич узником совести. 19 мая 2021 года журналистка была освобождена.

## Биография
Екатерина родилась 2 апреля 1984 года в Старых Дорогах. С золотой медалью окончила Пастовичскую школу Стародорожского района. Параллельно училась в музыкальной школе по классу баяна, которую впоследствии окончила. В 2007 году окончила факультет журналистики БГУ по специальности «теле- и радиожурналистика». Изначально Борисевич планировала поступать в Минский государственный лингвистический университет, однако её мама увидела объявление о наборе в международный лингвистический лагерь в Польше от ЮНЕСКО. По итогу Екатерину отобрали в числе девяти школьников. А когда через месяц вернулась домой, ей предложил встретиться журналист районного радио в Старых Дорогах.
В то время это была сенсация: деревенский ребёнок попал в лагерь такого уровня. Уже после интервью редактор сказал: «У тебя так хорошо поставлен голос, говоришь быстро, чётко, грамотно. Давай попробуешь на радио». После этих слов, в 11 классе, Екатерина пошла работать на радио. Параллельно с этим она готовилась к поступлению в МГЛУ. В очередной раз мама увидела конкурс, на этот раз газета «Переходный возраст» предложила читателям поучаствовать в конкурсе «Абитуриент журналистского факультета». В итоге Катерина выиграла первый тур, затем третий, набрав максимальное количество баллов. После таких успехов она была зачислена на первый курс факультета журналистики.
На втором курсе она родила ребёнка, после чего приоритеты были расставлены в пользу семьи. После выхода из декретного отпуска работала на разных радиостанциях: пробовалась на «Новом Радио», год провела на Первом Национальном канале Белорусского радио, будучи ведущей передачи «Сямейнае радыё. Для тых, хто дома» (с бел. — «Семейное радио. Для тех, кто дома»). После окончания ВУЗа она устроилась на Европейское радио для Беларуси. В 2008 году на радиостанции прошёл обыск. После этого руководство собрало всех и предложило переехать в Варшаву, однако Екатерина осталась в Минске, устроившись журналистом в «Комсомольскую правду в Белорусии». В то время в редакции не было человека, который бы занимался криминалистической хроникой. Именно поэтому она выбрала правоохранительную тематику. В газете она проработала 9 лет, после чего, в январе 2017 года, устроилась в информационно-сервисный интернет-портал TUT.BY, где и по сей день работает.
8 декабря была номинирована на звание «Журналист года — 2020» по версии правозащитного сообщества. 10 декабря на онлайн-церемонии вручения Национальной премии правозащитного сообщества была названа «Журналистом года».
9 апреля 2021 года стала лауреаткой премии «Гонар журналістыкі» (с бел. — «Честь журналистики») имени Алеся Липая.
14 июля 2021 года стала лауреаткой Международной премии за свободу прессы от Комитета защиты журналистов.
12 августа была названа лауреаткой Премии имени Герда Буцериуса «Свободная пресса Восточной Европы».

## Работа на TUT.BY
Екатерина много пишет о судах и уголовных делах. Именно её внимание и упорство позволили не замолчать историю главного инженера Минского завода колёсных тягачей Андрея Головача, которому пришлось провести за решеткой 50 месяцев. Она освещала суд по делу погибшего рядового Коржича, ситуацию вокруг магазина Symbal.by. Катерина — один из авторов правового проекта TUT.BY «Если к вам пришли», а также специального проекта, посвященного 20-летию трагедии на Немиге. В одной из своих статей она рассказала про события вечера 11 ноября на «Площади Перемен», когда был избит Роман Бондаренко, говорила с очевидцами, поддерживала связь с родными погибшего.

## Уголовное преследование
19 ноября 2020 года Екатерина вышла в магазин, после чего перестала выходить на связь. Вскоре Катерина в сопровождении силовиков вернулась домой. Меньше чем через час журналистку увезли неизвестные в масках. Её дочка рассказала, что в квартире прошел обыск, забрали ноутбук. Позже стало известно, что Катерину увезли в СИЗО КГБ. На видео, которое размещено в телеграм-канале Белорусской ассоциации журналистов, видно, как она выходит к микроавтобусу из подъезда своего дома в Минске в сопровождении людей в гражданской одежде.
Позже Генеральная прокуратура возбудила уголовное дело по факту разглашения врачебной тайны, повлекшего тяжкие последствия (статья 178, часть 3). Речь идёт о состоянии погибшего Романа Бондаренко. Катерина была автором статьи, где указывалось, что в его крови не было алкоголя. Родственники Романа претензий СМИ и медицинскому персоналу не высказывали, мать дала согласие на распространение информации о состоянии сына. Следствие взяло с адвокатов подписку о неразглашении.
24 ноября правозащитная организация «Amnesty International» признала Катерину Борисевич узником совести по делу Бондаренко. В этот же день совместным заявлением десяти организаций, среди которых Правозащитный центр «Весна», Белорусская ассоциация журналистов, Белорусский Хельсинкский комитет, она также была признана политической заключённой вместе с Катериной Андреевой и Дарьей Чульцовой. Заместитель председателя Белорусской ассоциации журналистов Борис Горецкий сказал, что власти борются не с проблемой, а со СМИ: «Они думают, что если пресса не будет писать про Бондаренко, то люди не узнают об этом. Они, конечно же, всё узнают, но СМИ всё равно попадают под удар».
27 ноября стало известно, что Екатерину перевели в СИЗО-1 города Минска.
9 декабря суд Центрального района Минска рассмотрел жалобу защитника Катерины Борисевич на заключение её под стражу. Судья Татьяна Оковитая постановила оставить жалобу без удовлетворения. Рассмотрение жалобы проходило в закрытом режиме. Публично было оглашено только решение, саму Катерину в суд не доставили и даже не подключили по видеосвязи на время его оглашения. Защита просила избрать меру, не связанную с заключением под стражу. Генеральный директор TUT.BY Людмила Чекина и адвокат Дмитрий Горячко направили в суд ходатайство, в котором указывали, что готовы дать личное поручительство Екатерине о том, что она, находясь на свободе, не будет препятствовать следствию. Однако судья оставила жалобу без удовлетворения.
16 декабря шефство над политической заключённой взял Джем Оздемир, депутат Бундестага.

### Судебный процесс
Рассмотрение уголовного дела в отношении Екатерины Борисевич и анестезиолога-реаниматолога Артёма Сорокина началось 19 февраля 2021 года в суде Московского района города Минска.
Государственным обвинителем по делу выступила прокурор Людмила Иваненко, судья — Светлана Бондаренко. В первый же по ходатайству стороны обвинения суд решил сделать процесс закрытым, хотя адвокаты обвиняемых просили об обратном «чтобы общество знало, за что судят журналиста и врача».
Сотрудники милиции в форме и люди в штатском каждый день охраняли закрытый зал заседаний. Кроме того, журналисты ряда независимых СМИ не были допущены на первое и последнее заседания, которые всё же были открыты для публики. Пресс-служба Верховного суда отказала им в этом, ссылаясь на недостаток мест в зале и неблагоприятную эпидемиологическую обстановку из-за COVID-19.
Кроме того, на процесс не смогли попасть ещё более сотни человек, включая коллег обвиняемого медика. Один из них заявил журналистам: «Разглашения тайны не было, поскольку изначально эта информация появилась в каком-то из телеграм-каналов. Не знаем, на чем основано обвинение. Артем констатировал факт, который с разрешения родственников был опубликован. В этой истории нет потерпевшей стороны — ей по какой-то причине оказалось государство. Артем просто оказался крайним, он постфактум мог подтвердить результаты лабораторных анализов. Мы считаем, это показное дело, чтобы медики молчали».
В первый же день процесса была допрошена Елена Бондаренко, мать Романа Бондаренко. Также показания дали врачи минской больницы скорой медицинской помощи, чьи имена были указаны в истории болезни Романа Бондаренко.
На третий день процесса была приглашена в качестве свидетеля Ольга Кучеренко, двоюродная сестра Романа. Перед тем как дать суду подписку о неразглашении, она сообщила журналистам, что всё время, пока Роман находился в больнице, его семья публично рассказывала о его состоянии. По словам девушки, лично Елена Бондаренко, мать Романа, дала разрешение родным распространять эти сведения в СМИ — такое же разрешение Екатерина Борисевич лично получила от Ольги Кучеренко перед публикацией статьи о «ноль промилле» в крови Бондаренко. «Она получила от меня официальное разрешение публиковать эту информацию. Тётя неоднократно повторяла, что не собирается держать это в тайне», — заявила девушка перед допросом в суде.
Кроме того, были допрошены коллеги Катерины Борисевич и девушка, которая находилась рядом с Бондаренко вечером 11 ноября до момента его задержания неизвестными на «Площади Перемен». Она указала, что тот был трезв, «никакого запаха не было, это было бы заметно». Главный редактор портала TUT.BY Марина Золотова перед допросом на процессе заявила, что в деле Катерины Борисевич и Артема Сорокина «нет состава преступления, и это совершенно политический процесс».
В отдельном материале редакция портала TUT.BY рассказала, как Катерина Борисевич готовила материал о «ноль промилле». «По сути, нашу коллегу судят за то, что она проверяла и собирала информацию — это каждый день делают все журналисты», — отметила редакция.
2 марта 2021 года суд Московского района города Минска огласил приговор: Екатерину Борисевич признали виновной в подстрекательству к разглашению врачебной тайны и приговорили к 6 месяцам колонии, а также штрафу в 100 базовых величин. Врач Артём Сорокин был признан виновным в разглашении врачебной тайны журналистке и приговорен к 2 годам лишения свободы с отсрочкой исполнения наказания на 1 год, а также штрафу в 50 базовых величин. После оглашения приговора его выпустили из-под стражи.
С учётом перерыва в процессе с 25 февраля по 2 марта рассмотрение дела заняло шесть дней. На оглашение приговора были допущены только родственники обвиняемых и аккредитованные представители государственных СМИ.
Апелляция на приговор, рассмотренная судом города Минска 20 апреля 2021 года, удовлетворена не была.
19 мая 2021 года Борисевич вышла на свободу.

## Оценки
Ульяна Бобоед, редактор TUT.BY, отмечала, что Екатерина Борисевич «очень опытный журналист», всегда аккуратный в высказываниях и хорошо знающий белорусские законы, чьи материалы часто меняли судьбы людей к лучшему. Её коллега по сайту Адарья Гуштын оценивала Борисевич, с которой она впервые познакомилась за более чем 10 лет до ареста, работая судебным репортёром в ином СМИ, как «большого профессионала», пишущего объёмные тексты с предельно точными формулировками. По словам Гуштын, Генеральная прокуратура очень высоко оценивала её работу и награждала её за это, кроме того, за свою профессиональную деятельность Борисевич также премировалась по линиям Следственного комитета, МВД, МЧС и нотариата.
«Бесценно, что отважные журналисты, такие как Екатерина Борисевич, раскрывают правду», — прокомментировал взятие шефства над одной «из многих впечатляющих женщин, способствовавших изменениям в Белоруссии», Джем Оздемир.
В открытом заявлении редакции TUT.BY от 2 марта 2021 года приговор Борисевич был назван незаконным и несправедливым, «местью ей персонально за её работу и попыткой оказать давление на TUT.BY и другие независимые медиа», в то время как все журналисты, редакторы и сотрудники сайта подписались под тем, чтобы Катерина Борисевич была немедленно освобождена. С критикой судебного решения также выступили представители Союза журналистов Германии, «Репортёров без границ», Джем Оздемир. Светлана Тихановская назвала судебные решения в отношении врача и журналистки доказательством того, что «для режима правда стала уголовно наказуемым преступлением», вторила ей и капитан женской сборной Беларуси по баскетболу Екатерина Снытина. Белорусская ассоциация журналистов также осудила тюремный приговор в отношении Катерины Борисевич за её работу.
Мисс Беларусь, журналист по образованию, Ольга Хижинкова прокомментировала решение суда: «Радуюсь относительно „мягкому“ приговору для совсем невиноватых людей. Что это не пять, не десять лет колонии. Вот до чего мы дожились».
Европейская федерация журналистов, Комитет защиты журналистов, Международный институт прессы осудили арест и последующий приговор Борисевич. Представитель по вопросам свободы СМИ Тереза Рибейро назвала приговор Борисевич очередным ударом по свободе СМИ в Беларуси.

## Награды
Отмечена профессиональными наградами, в том числе от правоохранительных органов Белоруссии.
- «Журналист года» (декабрь 2020).
- «Честь журналистики» (бел. Гонар журналістыкі) имени Алеся Липая (апрель 2021)
- Международная премия за свободу прессы (июль 2021)
- Премия имени Герда Буцериуса «Свободная пресса Восточной Европы» (август 2021)

## Личная жизнь
Воспитывает дочку.